# Banco do Estado do Rio de Janeiro
O Banco do Estado do Rio de Janeiro (BANERJ) foi um banco brasileiro fundado em 1945. Tinha como sede o Edifício Lúcio Costa, popularmente conhecido como Banerjão. Foi incorporado  pelo Grupo Itaú mudando o nome de todas as suas agências.

## História
Os antecedentes do banco remontam ao Banco da Prefeitura do Distrito Federal S.A., criado em 1945. Esse banco, posteriormente, teve sua denominação alterada para Banco do Estado da Guanabara (BEG) tendo sido incorporado ao antigo Banco do Estado do Rio de Janeiro (BERJ) em decorrência da fusão daqueles estados, mantendo o nome do antigo banco fluminense, porém com o acrônimo BANERJ. Sempre foi um banco presente em todas as cidades do Rio de Janeiro e manteve filiais em todas as capitais brasileiras. Chegou a contar com 250 agências.
O BANERJ era responsável pela arrecadação de todas as taxas de tributos estaduais, pagamento dos funcionários públicos e dos benefícios de aposentados e pensionistas estaduais, além da administração da folha de pagamento dos servidores estaduais.

### Intervenção
Em 20 de fevereiro de 1987, o Banco Central decretou intervenção no BANERJ, ficando sob Regime de Administração Especial Temporária.
Naquela ocasião, o então ministro da Fazenda, Dilson Funaro, não falava em intervenção. Chamava-a de "regime especial temporário de administração".
Em 1994, o banco figurava na 18ª posição, entre os 300 maiores bancos do país. Dentre os estaduais, era considerado o terceiro mais importante.
Em dezembro de 1994, o Banco Central decretou intervenção no BANERJ, ficando sob Regime de Administração Especial Temporária, após o banco ter se mostrado incapaz de tomar novos empréstimos de socorro junto ao BC. Havia uma necessidade de caixa de R$ 515 milhões, mas o banco, entretanto, só possuía R$ 400 milhões em garantias.

### Administração peloBanco Bozano, Simonsen
Em janeiro de 1996, o BANERJ, passou a ser administrado pelo Banco Bozano, Simonsen, após ter vencido um mês antes, a concorrência promovida pelo governo estadual. Imediatamente os novos administradores demitem 5.800 funcionários (de 13.000), introduzem altas taxas de manutenção de conta e fecham 12% das agências deixando fora do estado do Rio apenas uma agência aberta em São Paulo e outra em Brasília.
Apesar disso, durante os anos de 1995 e 1997, o banco volta a dar lucros e grandes avanços se dão com a administração do Banco Bozano, Simonsen, como a troca dos caixas eletrônicos pelas primeiras máquinas com saída de dinheiro; integração à rede 24 horas; integração à rede Verde-Amarela de Bancos estaduais (existente até hoje); primeiro site da internet e instalação de terminais eletrônicos nos principais pontos do estados (formando a Rede Caixa Verde). No final de 1996, o BANERJ não só volta a dar lucro, mas também se moderniza, o que seria uma clara indicação contra sua venda. Entretanto, com o estado do Rio necessitando "fazer caixa", o governador Marcello Alencar resolve vendê-lo para pagar parte das dívidas existentes.[carece de fontes?]
Foram transferidos bens e ativos do BANERJ para o BANERJ DTVM (distribuidora de títulos e valores mobiliários do banco), enquanto os passivos (em torno de R$ 3,1 bilhões) ficaram a cargo do governo do estado do Rio de Janeiro.

### Privatização
Foi realizada uma divisão dos passivos e ativos entre dois bancos. O Banco BANERJ ficou com ativos de 3,1 bilhões de reais de títulos do governo, carteira de crédito com riscos normais de negócios, passivos claramente identificados, e um patrimônio de 181 milhões de reais, tornando o banco comercialmente viável para privatização. O restante de ativos e passivos foram transferidos para o o Banco do Estado do Rio de Janeiro (BERJ), que não faria parte do programa de privatizações, o Banco do Estado do Rio de Janeiro (BERJ) e passaria a deter a dívida de 3,3 bilhões de reais com o Banco Central.
A União, através da Caixa Econômica Federal, concedeu empréstimo para o BERJ no valor de 3,1 bilhões de reais articulado pelo governador Marcello Alencar, juntamente com seu filho Marco Aurélio Alencar (então diretor financeiro do BANERJ), para pagamento de dívidas relativas ao fundo de pensão do BANERJ, o Previ BANERJ, para sua posterior liquidação. Embora o fundo tivesse ativos de cerca de 450 milhões de reais, era objeto de 2.500 ações judiciais de funcionários do BANERJ.
No dia 26 de junho de 1997, na Bolsa de Valores do Rio de Janeiro, o BANERJ foi leiloado. O patrimônio líquido do banco na data do leilão era de R$ 181 milhões, sendo vendido 99,97% do seu capital social por R$ 311 milhões. O grupo Itaú, único a apresentar proposta, arrematou as 190 agências, cerca de 1,7 milhão de clientes. 

### Itaú
Desde o início o Itaú demonstrava que não tinha interesse em manter o BANERJ como um banco independente. Já na primeira semana de administração muda o nome de Banco do Estado do Rio de Janeiro S/A para Banco BANERJ S/A. Oficialmente, em setembro de 1997 o estado do Rio de Janeiro se tornava o único da federação a não ter independência bancária.[carece de fontes?]
Já em dezembro de 1997, todas as operações com boleto bancário, fundos, previdência, seguros, cartões de crédito, número das agências, investimentos passavam a portar na pessoa jurídica do Banco Itaú transformando o BANERJ uma simples corretora de serviços bancários. É fechada toda rede de caixas eletrônicos Caixa Verde (implantada nos tempos de administração do Banco Bozano-Simonsen) e os cartões BANERJ são aceitos a partir da rede de caixas eletrônicos Itaú, evidenciando uma futura incorporação. O grupo Itaú rompe com a Rede 24Horas e deixa os clientes presos somente ao Redeshop e aos caixas eletrônicos do grupo Itaú.[carece de fontes?]
No ano 2000, os principais municípios do estado do Rio de Janeiro orientam seus servidores a escolher qualquer outro banco para onde poderia ir seus salários, ocorrendo uma debandada onde centenas de milhares de contas são fechadas esvaziando ainda mais a instituição.[carece de fontes?]
Em 2002, mais agências são fechadas (inclusive a de São Paulo) e o banco não tem mais presidente próprio, sendo seu principal dirigente um gerente sem maiores poderes (a não ser um procurador) da presidência do Itaú em São Paulo. O BANERJ então se torna uma subsidiária do grupo empresarial. Mesmo condenado a ser incorporado, o BANERJ ainda salva o estado, como no passado, com um empréstimo de aproximadamente 600 milhões para pagar o 13º salário de 2002 já em dezembro de 2003. Mesmo assim, é fechada a agência de Brasília e o banco conta com menos de 70 pontos de atendimento no estado do Rio, ao que se inicia a incorporação definitiva do BANERJ pelo Itaú.[carece de fontes?]
Pelo contrato de privatização de setembro de 1997, em sete anos o BANERJ teria exclusividade para ser o agente bancário do estado, ou seja, pagamento dos funcionários e movimentações financeiras do governo estadual e suas empresas estatais. Esse contrato terminaria em setembro de 2004, e o governo estadual decide fazer outro contrato onde a figura do BANERJ era dispensável. Após a assinatura do acordo em julho de 2004, o Grupo Itaú anuncia imediatamente a incorporação do BANERJ em duas fases: a primeira com agências do interior, em 13 de setembro, e na capital, no dia 13 de dezembro.[carece de fontes?]

### Venda do Berj
Em 2011, o Bradesco levou, por R$ 1 773 717,710, o BERJ - R$ 1,025 bilhão somente pelo banco - e R$ 748 milhões pelo direito de operar as contas dos mais de 400 mil servidores do Estado no leilão ocorrido em 20 de maio, no prédio da extinta Bolsa de Valores do Rio de Janeiro. O ágio sobre o valor mínimo foi de 99,78%. O Bradesco leva assim um crédito fiscal de R$ 3 bilhões, além do depósito do pagamento dos servidores ativos e inativos do Estado do Rio de Janeiro por três anos, a partir de janeiro de 2012. O BERJ é o que restou do antigo Banerj, privatizado em 1997.

## Memória
A Associação dos Antigos Funcionários do Sistema BANERJ (fundada em 14 de julho de 1983) passou a manter, já em 1996, um centro de memória sobre banco. O banco possuía um enorme acervo de obras artísticas.

## Presidentes
- Henrique Dodsworth [18]
- Moreira Franco
- Israel Klabin
- José Luiz de Magalhães Lins
- Marcello Nunes de Alencar
- Marco Aurelio Alencar
- Cibillis Vianna
- Cesar Maia
- Romyr Pereira Nunes Baêta
- Jorge Hilário Gouvêa Vieira
- Márcio João de Andrade Fortes
- Wilson Fadul
- Paulo Ferraz